# Tombe d'Aaron

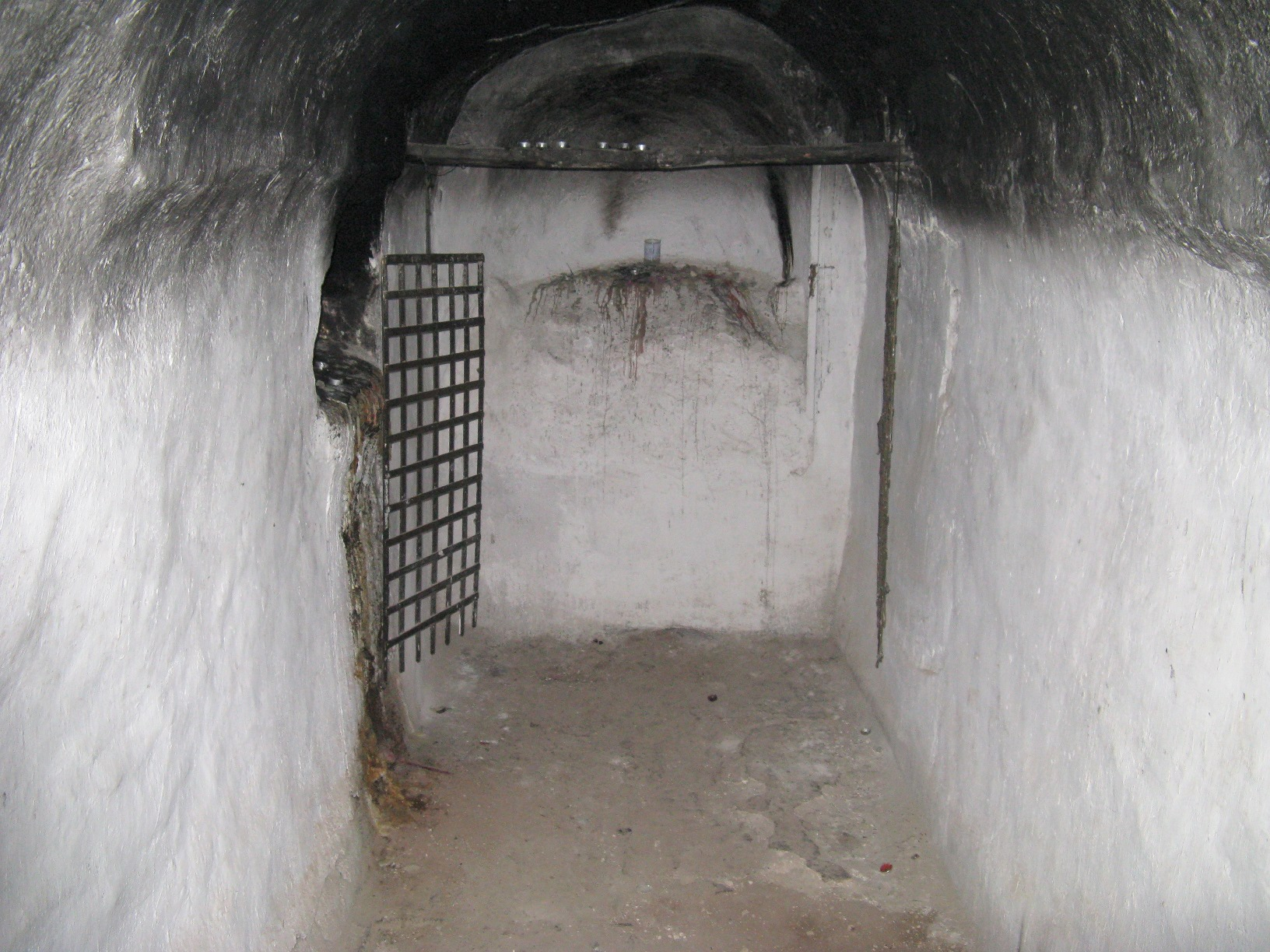
Intérieur de la tombe.

La tombe d'Aaron (en arabe : قبر هارون ; en hébreu : קבר אהרון) est le nom du lieu de sépulture supposé d'Aaron, frère de Moïse. Il existe deux descriptions de son emplacement dans le Pentateuque, et différentes interprétations de son emplacement. La tradition islamique la situe sur le djebel Haroun (« montagne d'Aaron »), près de Pétra, en Jordanie.
Les autorités jordaniennes considèrent la tombe d'Aaron comme une mosquée et interdisent aux juifs de prier sur le site,.